# Myriam Everard
Miriam Hermine Mathilde (Myriam) Everard (1952) is een Nederlands historicus en publicist. In 2020 ontving zij de De la Court-prijs van de KNAW.

## Biografie
Everard is de dochter van Thomas Everard en Clemente Beukers. Ze studeerde af in klinische psychologie. Zij promoveerde in 1994 bij de Universiteit Leiden op het proefschrift Ziel en zinnen, dat handelde over liefde en lust tussen vrouwen in de tweede helft van de achttiende eeuw. Later werd zij onafhankelijk wetenschappelijk onderzoeker in Leiden en Amsterdam.
Sinds 2015 vormt zij samen met Ulla Jansz de redactie van een website over Wilhelmina Drucker.
Everard was ook zelf actief in de vrouwenbeweging, onder meer via de Pacifistisch Socialistische Partij. Via het netwerk Erfdochters was zij betrokken bij Mama Cash. Everard schrijft onder andere biografieën over vrouwen voor het Digitaal Vrouwenlexicon van Nederland.

## Werk
Everard schreef een aantal boeken over de geschiedenis van vrouwen, met een focus op de geschiedenis van de vrouwenliefde en op feministes zoals Wilhelmina Drucker (1847-1925), Annette Versluys-Poelman (1853-1914) en Titia van der Tuuk (1854-1939).
Ook schreef zij over vrouwen in de patriottentijd en meer algemeen over de geschiedenis van de vrouwenbeweging in Nederland.
Myriam Everard ontving 16 november 2020 de De la Courtprijs van de KNAW voor haar wetenschappelijke oeuvre. De prijs, een bedrag van 7.500 euro en een medaille, gaat naar onderzoek dat buiten de gevestigde academische instituties wordt gedaan 

## Privé
Everard is een telg uit het in het Nederland's Patriciaat opgenomen geslacht Everard en een dochter van Thomas Patrick Matthew Everard (1915-1972) en Clemente Elizabeth Beukers (1916-1980); ze is een zus van Patrick Everard die meegewerkt heeft aan publicaties zowel over homoseksualiteit als J.H. Leopold en uitgever is van de in Groningen gevestigde Historische Uitgeverij. 

## Publicaties
- Sekse. Een begripsgeschiedenis, Uitgeverij Verloren, 2018
- Rosa Manus (1881-1942. The international life and legacy of a Jewish Dutch feminist, Brill, 2016. Door haar onderzoek voor dit boek stelde Everard de juiste overlijdensplaats en datum van deze joodse feministe vast.[10]
- De minotaurus onzer zeden. Multatuli als heraut van het feminisme, Aksant, 2010
- Onbreekbare burgerharten. De historie van Betje Wolff en Aagje Deken, samen met Peter Altena,  Vantilt, 2004
- Ziel en zinnen. Over liefde en lust tussen vrouwen in de tweede helft van de achttiende eeuw, Historische Uitgeverij, 1994
- Vier feministen en het Nederlandsch Wetenschappelijk Humanitair Komité. Hoe uraniërs door de vrouwenbeweging beoordeeld werden. 1984